# Lycosa malacensis
Lycosa malacensis là một loài nhện trong họ Lycosidae.
Loài này thuộc chi Lycosa. Lycosa malacensis được Pelegrin Franganillo-Balboa miêu tả năm 1926.